# Labellorrhina grimaldii
Labellorrhina grimaldii är en tvåvingeart som beskrevs av Hippa, Mattsson och Pekka Vilkamaa 2005. Labellorrhina grimaldii ingår i släktet Labellorrhina och familjen Lygistorrhinidae. Inga underarter finns listade i Catalogue of Life.